# Сувальдный замок
Сувальдный замок — замок, секретная часть которого представляет собой набор пластин (сувальд) с фигурными вырезами, которые при открытии замка подталкиваются выступами на бородке ключа.

## Устройство
В наиболее распространённой конструкции сувальдного замка прорезь в сувальде имеет такую форму, что в исходном положении сувальда может свободно двигаться вверх-вниз, но когда бородка ключа входит в зацепление с зубцом на хвостовике засова, сувальда должна занять определённое положение, иначе выступ на хвостовике засова (солдатик) упирается в край прорези сувальды, не давая ригелю продвигаться дальше. Нередко в ключе для сувальдного замка используются сразу две бородки (такой ключ часто называют «бабочкой») — подобная мера позволяет увеличить секретность замка не увеличивая количество сувальд, либо использовать «замкнутое кодовое окно», при использовании которого сувальды могут двигаться при повороте ключа как вверх, так и вниз.

## Степень надёжности
Одним из недостатков сувальдного замка является большой размер замочной скважины, в которую без труда проходят отмычки различных видов, а также инструменты для силового взлома замков. Однако в современных замках существует большое количество решений, усложняющих работу взломщика: такие, как переменная секретность ключа (свыше 5 000 000 комбинаций), ложные пазы в сувальдах, отсечная сувальда, жёсткие пружины на сувальдах, разворот скважины для ключа, смещение скважины для ключа, системы распознавания отмычек, защита от высверливания с применением броневой стали, защита от силового взлома в виде подпружиненного штифта. Даже в одном из первых сувальдных механизмов работы английского мастера Джеремии Чабба (англ. Chubb detector lock), созданном в 1818 году, была встроена защитная сувальда, блокирующая замок при попытке открыть его с помощью отмычки. Если блокировка срабатывала, хозяину нужно было повернуть ключ от замка в обратную сторону, и только потом открывать замок, что не только усложняло работу взломщика, но и позволяло хозяину распознать попытку взлома.
Цилиндровый замок имеет сменную личинку, которую можно заменить при утере ключа. В отличие от него, для смены ключа в сувальдном замке производится его «перепрограммирование», которое заключается в перестановке местами или замене сувальд. Более сложные замки могут иметь специальный механизм перепрограммирования, который при активации считывает профиль вставленного в замок ключа, который в дальнейшем и будет использоваться для открытия замка.

## История
Изобретён и запатентован Робертом Берроном в 1778 году в Англии.